# Trachystola
Trachystola es un género de escarabajos longicornios de la tribu Lamiini. Se distribuye por Asia.

## Especies
- Trachystola granulata Pascoe, 1862
- Trachystola scabripennis Pascoe, 1862